# 蔡英文政府時期中華民國外交

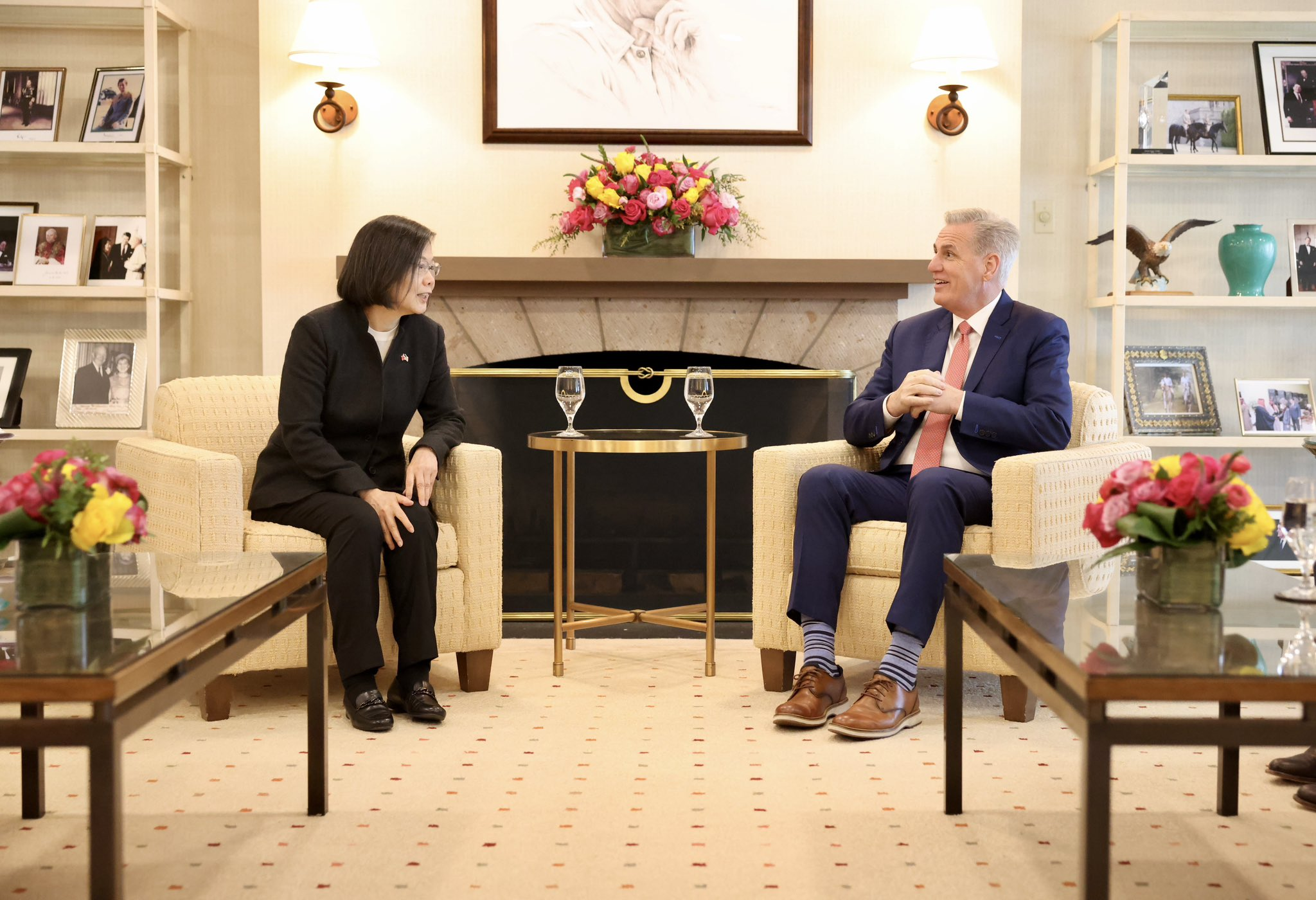
2023年4月5日，總統蔡英文於過境洛杉矶時，在罗纳德·里根总统图书馆會晤美國眾議院議長凱文·麥卡錫，是歷來元首過境美國所獲得的最高規格待遇

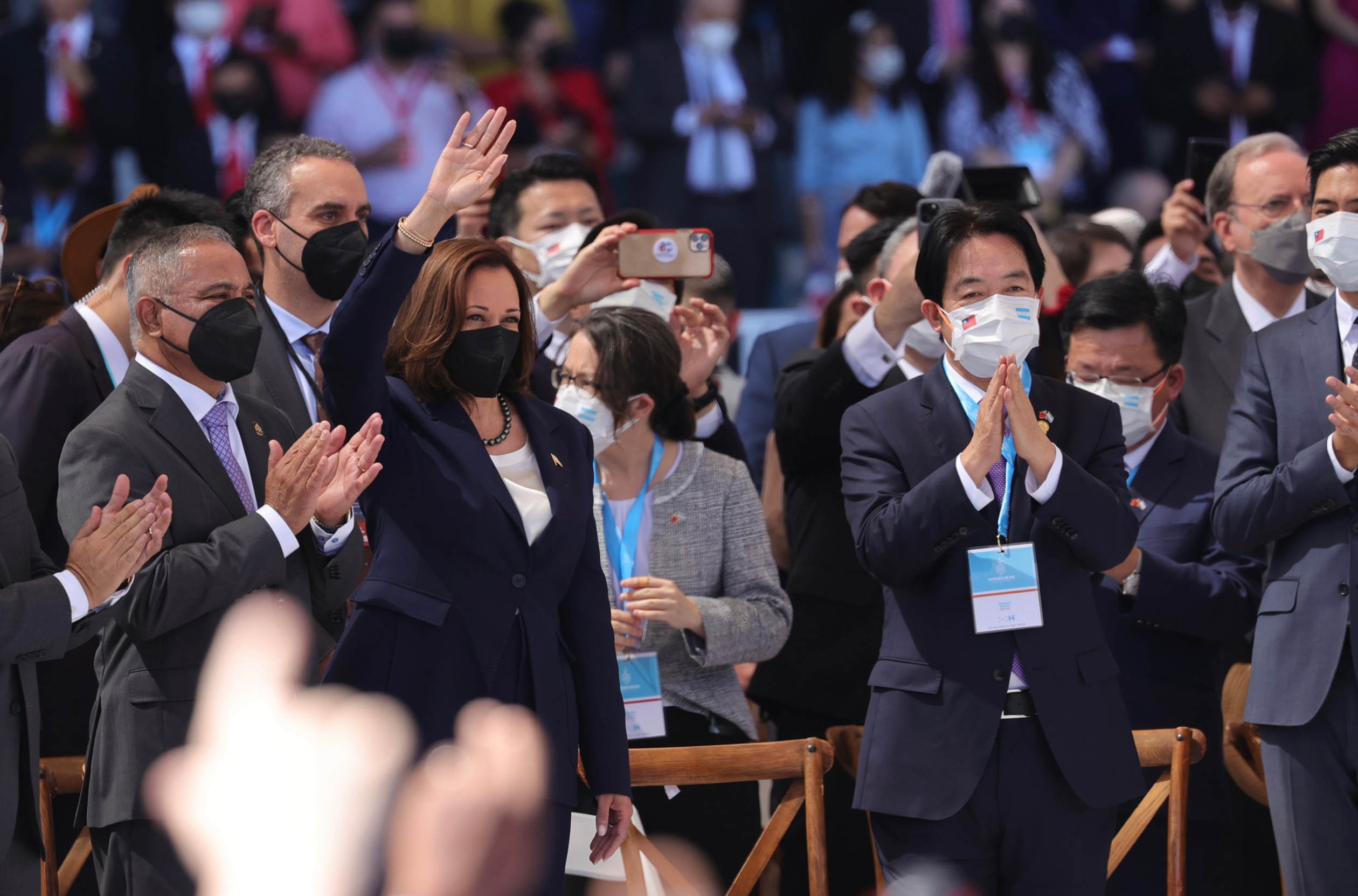
2022年1月27日，擔任總統特使出席洪都拉斯新任總統希奥玛拉·卡斯特罗就職典禮的副總統賴清德（右2）與美国副总统賀錦麗（左2）同台並短暫寒暄，是台美斷交以來首次副元首層級的接觸

蔡英文政府時期的中華民國外交，其格局背景為新冷戰初期，中華民國政府致力於與世界上的其他國家建立或深化經貿、科學與文化等領域往來的非正式關係，重點國家仍以美国、日本和歐盟等傳統盟友為主，並利用自身的地緣戰略與半导体产业優勢地位作為談判籌碼，目標在於強化國家實力並突破北京的外交封鎖，以及尋求外國對於台海議題的介入，避免可能發生的臺海戰爭。官方將這一系列的施政主軸定調為「踏實外交」。

## 外交首長
| 次序 | 肖像 | 姓名   | 就任日期      | 離任日期      | 所屬政黨   | 備註                                                             |
| ---- | ---- | ------ | ------------- | ------------- | ---------- | ---------------------------------------------------------------- |
| 1    |      | 李大維 | 2016年5月20日 | 2018年2月26日 | 中國國民黨 | 資深外交官出身，曾任駐美国、加拿大、澳大利亚及欧洲联盟等國代表。 |
| 2    |      | 吳釗燮 | 2018年2月26日 | 2024年5月20日 | 民主進步黨 | 國家安全會議秘書長轉任，曾任駐美國代表。                         |

## 外交方針

### 世界局勢

#### 新冷戰格局形成
2010年代是和平主義的興盛時期，全球化使各國之間往來更趨緊密，不再如同冷战時期般對立。然而此一情況於2018年開始有所改變，中华人民共和国在時任最高領導人习近平主導之下開始「戰狼外交」的策略，加之美中（中国大陆）貿易戰、新疆再教育營事件以及北京對香港反對逃犯條例修訂草案運動的流血鎮壓等等，致使西方世界逐漸改變以往對中国大陆友好的合作態度；同時間俄罗斯、白羅斯、伊朗及阿富汗塔利班等政權無視国际法戕害人权或資助哈瑪斯等恐怖組織，並在遭西方國家抵制後開始出現籌組非正式戰略同盟的態勢，逐漸形成以俄中（中国大陆）和以美国為首的两大阵营。
此一背景之下，兩方陣營的競爭與對立漸趨白熱化，過去兩面交好的國家被迫開始面臨選邊站的抉擇，也使部分國家內部開始出現「親西方／親俄中（中国大陆）」的路線之爭。此情況在中華民國友邦之中尤為明顯，；因此在邦交維繫上，美國也一改過往袖手旁觀的態度，積極與盟友合作防止臺灣友邦倒向獨裁陣營。

#### 臺海問題國際化
臺海問題在1996年的飛彈危機落幕後，長達二十餘年的時間被嚴重邊緣化，美國政界甚至一度出現「棄台論」的論調。隨著中（中国大陆）美對抗的格局形成，西方國家驚覺兩岸軍力已然不平衡，臺海問題於是在2020年代初期逐漸重回國際關注的視野範圍內；隨後俄烏戰爭的爆發更加深了各國對於台海局势的擔憂。七國集團（G7）自2021年起將臺海安全列入峰會議程與公報，各國也開始著手制定自身的「印太戰略」；鄰近臺海的日本也出於國防安全的顧慮積極推動召開沉寂多年的「四方安全對話」機制，華府亦陸續在與盟友的聯合聲明中提及臺海局勢，臺海問題因而再次被國際化。

### 踏實外交
蔡英文政府於2016年就任後即提出「踏實外交」的方針，並將其解釋為以國際合作取代單向援助，藉民主理念為媒介戮力拓展雙邊交流以建立「民主同盟」；官方雖未進一步作解釋，但實質上即是以價值觀外交作為核心內涵。踏實外交一開始在全球化的背景之下沒有太多發揮空間，直到新冷戰形成後才逐漸獲得美国、欧洲等盟友響應，蔡政府並一改過去避免涉入國際紛爭的態度，與盟友採取集體圍堵攻勢，共同對抗威權國家挑戰既有秩序的行為。2021年至2022年間立陶宛因允許臺灣設立代表處而遭致北京貿易報復，臺灣與日本、加拿大等國要求加入歐盟對中國大陆的爭端解決諮商程序；此外2022年烏俄戰爭爆發後，蔡政府亦加入國際間的聯合制裁，對俄、白兩國祭出半导体出口管制，並編列預算協助乌克兰戰後重建等等。

## 邦交國雙邊關係
2016年蔡英文政府上任時共有22個邦交國，但因北京升高對台外交打壓，任内共有10個國家宣布與中華民國斷交，轉向承認中华人民共和国。這些國家依斷交時序分別為圣多美和普林西比、巴拿马、多明尼加、布吉納法索、萨尔瓦多、所罗门群岛、基里巴斯、尼加拉瓜、洪都拉斯以及諾魯。
蔡英文卸任时僅剩12個邦交國。

### 中南美洲
中美洲是中華民國邦交國最密集的地區，同時南美洲的巴拉圭則是現今最大的邦交国。拉丁美洲各國傳統上素有反美情結，自2018年起更是紛紛轉向左傾，北京便順勢透過挖角臺灣友邦的方式，试图鬆動美国在當地的影響力。此區域中，邦交相對穩定的國家多半集中於加勒比地区，包括圣文森特和格林纳丁斯、圣卢西亚與聖克里斯多福及尼維斯等国，以及西岸的伯利兹。

#### 宏都拉斯

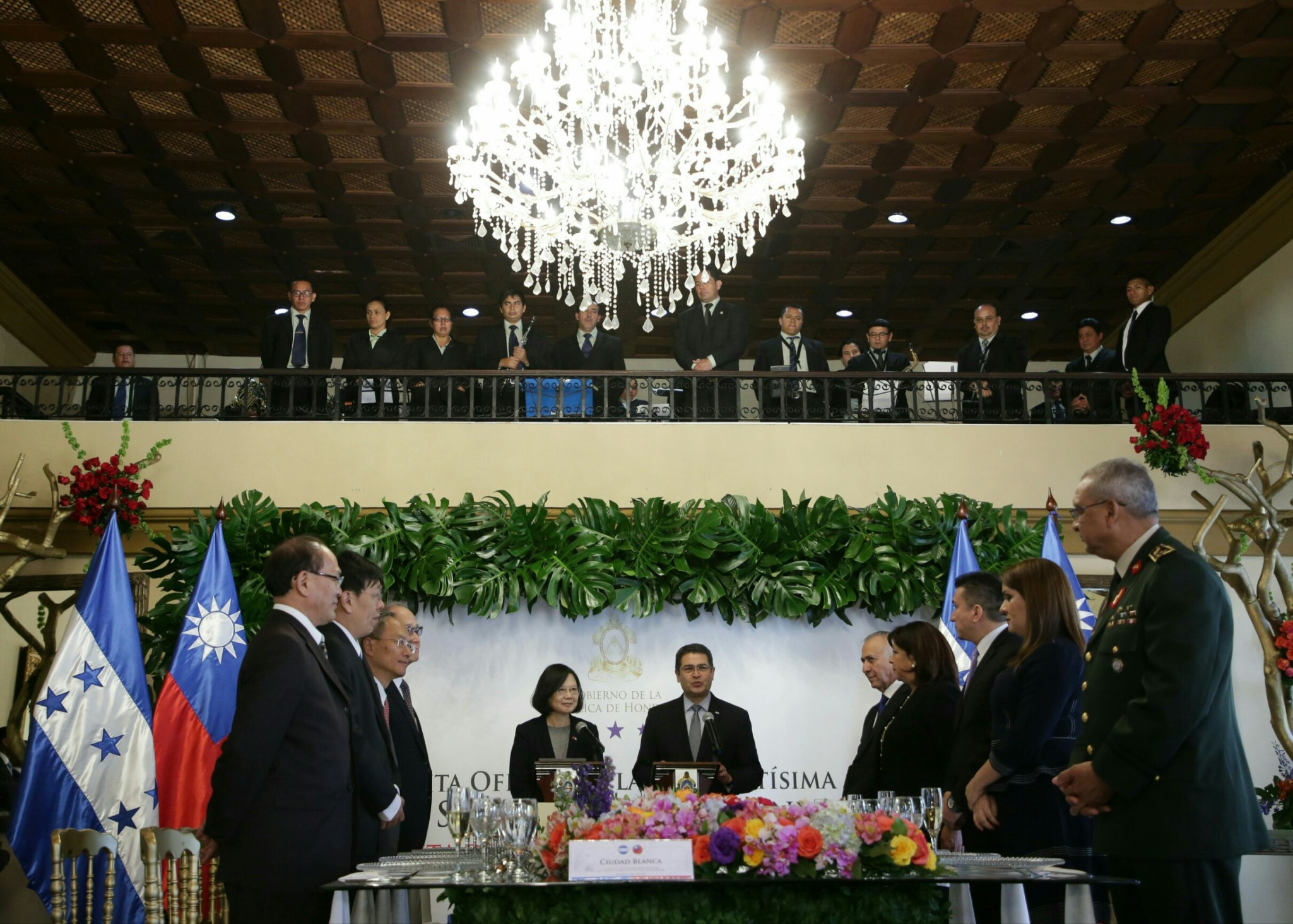
蔡英文出席宏都拉斯總統葉南德茲的国宴

蔡英文政府上任伊始，時任洪都拉斯总统葉南德茲所屬的右翼政黨採取親美的外交路線，葉南德茲多次與總統蔡英文透過元首熱線越洋會談，總部設於宏國的中美洲銀行亦於2021年來台設立首個亚洲辦事處，初期邦交尚稱穩定。然而，2021年末COVID-19疫情的爆發導致宏國面臨疫苗短缺；在請求台灣協助未果後，葉南德茲便放話表示願意於中华人民共和国設立商務辦事處，一度引發邦交危機。
2021年宏國總統選舉，左翼的在野黨候選人秀瑪菈拋出欲與北京建交的政見，並順利當選，再度引發斷交危機。選舉前夕，美国国务院派遣代表團前往當地疏通，秀瑪菈雖在就職後並未立刻中止外交關係；惟2023年初秀瑪菈卻於Twitter證實指示外長商談與北京的建交事宜，指出原因為臺灣不願意供價值25億美元的債務融資，並不顧美國特使的反對，於一週後正式宣告双方斷交。

#### 尼加拉瓜

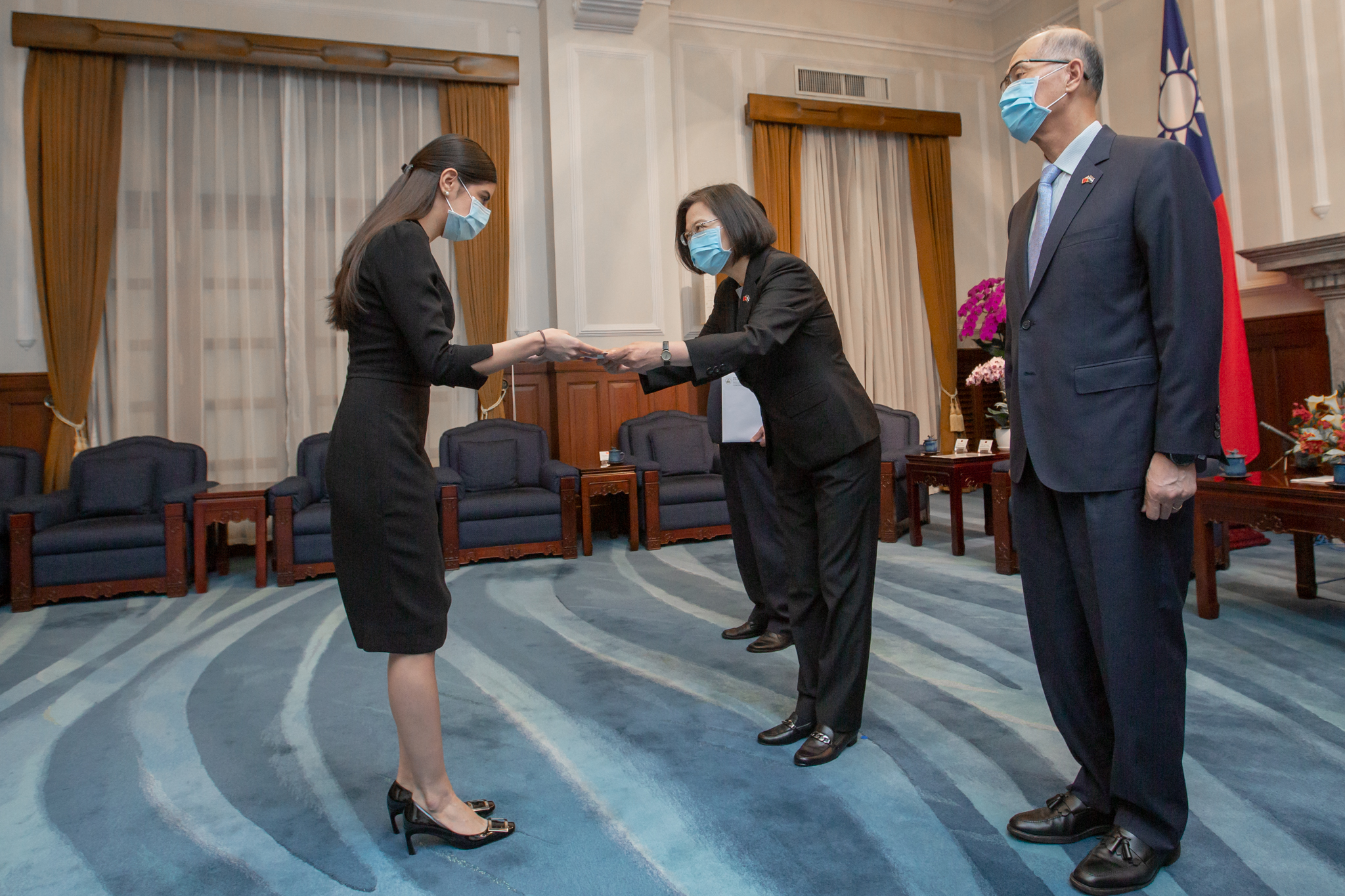
2020年10月，尼國駐台大使李蜜娜甫向蔡英文呈遞到任國書，隔年旋即斷交

尼加拉瓜總統奧蒂嘉在2007年就任後，持續面臨独裁統治及鎮壓民主運動的指控，並因之受到国际制裁；臺灣卻迫於外交困境不得不持續金援奧蒂嘉政府，導致在當地陷入「援助獨裁者」的指控。2021年末，尼國因年底大選傳出舞弊而不獲多個國家承認選舉結果，並遭到以美国為首的聯合制裁，致使台灣在金援上受到美國政策限制，奧蒂嘉因此憤而轉向承認北京，甚至強制沒收中華民國大使館館產，將其移交予中華人民共和國政府。
斷交後，尼加拉瓜轉而與北京合作打壓台灣的國際空間，2022年時任中美洲议会的尼籍議長奥德加未經議會討論，逕於社群平台發布「一个中国」聲明並呼籲中美洲統合體納入「以习近平為首的中國」；隔年中美洲議會更是通過尼籍議員的提案，由中華人民共和国全国人民代表大会取代中華民国立法院的永久觀察員地位，引發中華民国遭逐出參與中美洲事務的危機。

#### 海地

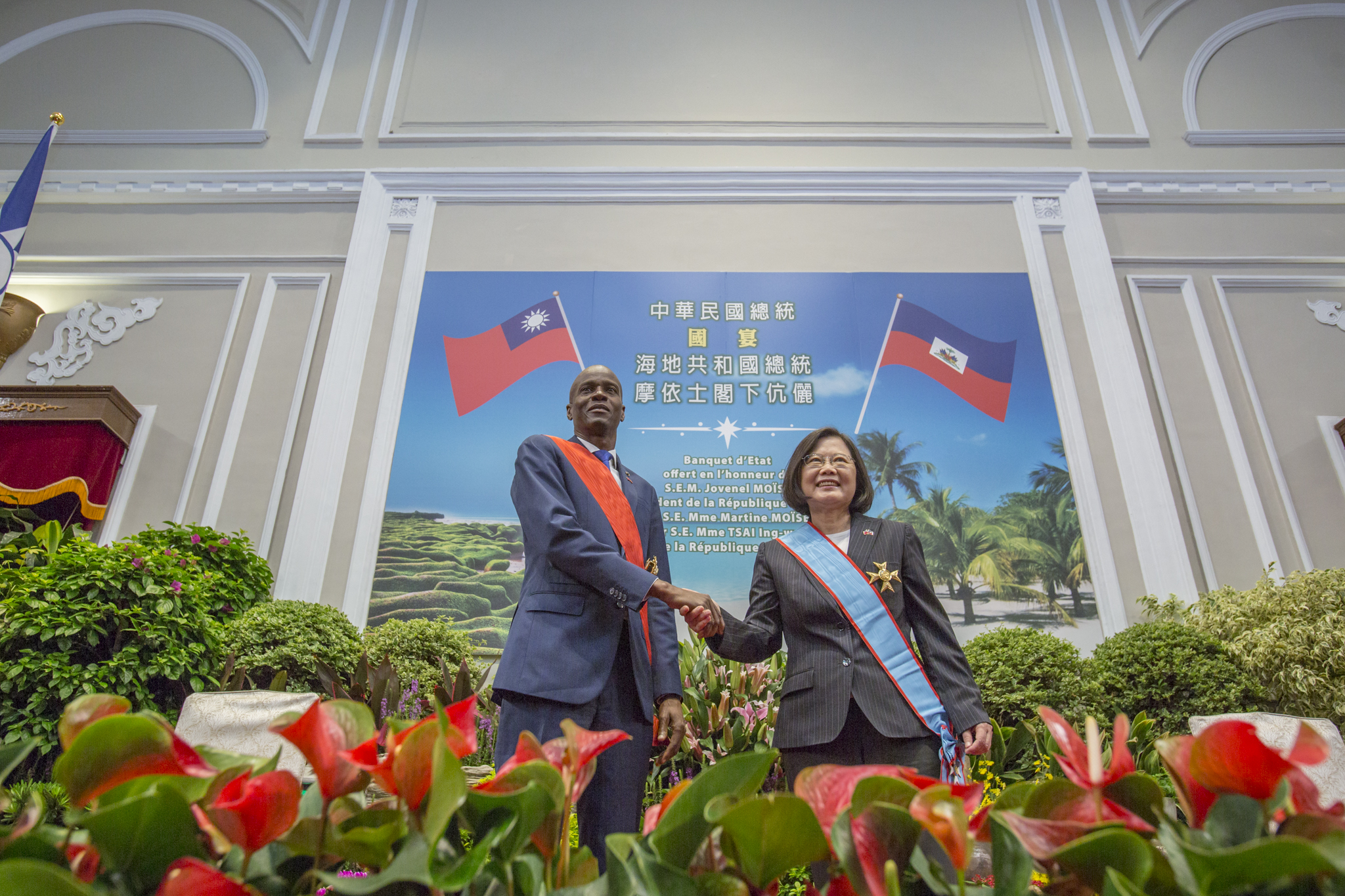
蔡英文以国宴款待到訪的海地總統摩依士

海地是在多明尼加外交轉向後，唯一與中华人民共和国互設有貿易辦事處的邦交國。，不時會利用與臺灣的邦交關係為籌碼索取金援；2020年臺灣駐海地大使劉邦治即疑似因金援問題與海地總統摩依士發生爭執，傳出遭到海地政府要求撤換並驱逐出境。2021年該國更因摩依士遇刺案使得當地政局陷入混亂，嫌犯甚至一度闖入中華民國大使館，亦使双方邦交陷入不穩。

#### 巴拉圭

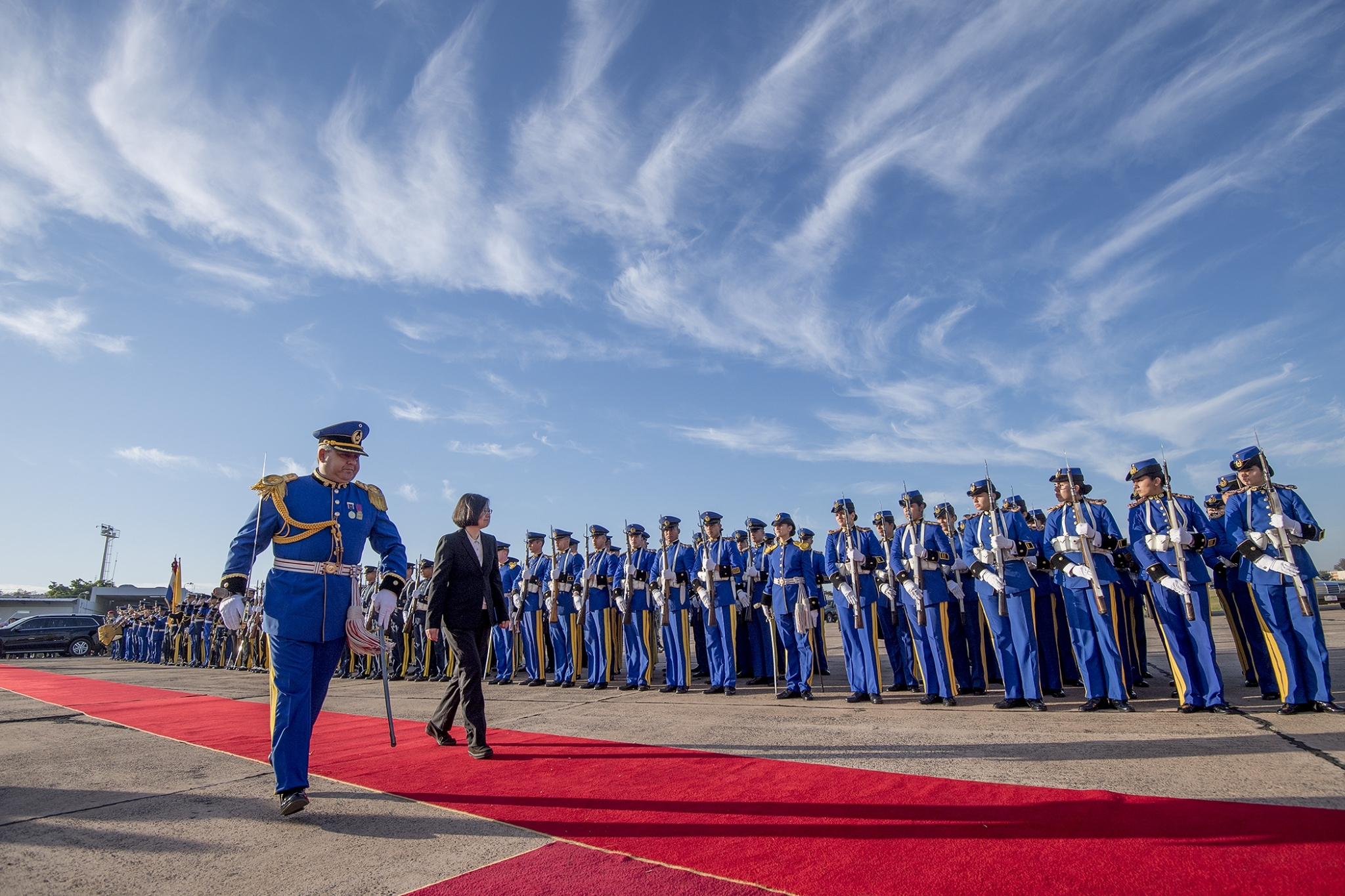
「英翔專案」巴拉圭政府以仪仗队軍禮歡送蔡英文

巴拉圭是1990年代第三波民主化時期唯一未與中華民國斷交的南美洲國家，其外交政策受美国影響甚深，長期以來執政的紅黨一直傾向與臺灣保持關係，初期邦交尚稱穩定；双方也於2018年簽署了貿易協定和互惠免签证協議。然而，2021年巴拉圭政府因COVID-19疫情失控，面臨北京的疫苗外交施壓，邦交一度傳出警報，最終在臺北提供緊急援助款後邦交危機暫告落幕，國產研發的高端疫苗也成功於當地進行三期臨床試驗，並獲得緊急使用授權。
由於巴拉圭是以農業出口為主的國家，近年受到北京透過加大施壓南方共同市場成員國等因素，台巴關係的走向遂受到國際矚目，不僅巴拉圭总统阿布鐸於2022年接受《金融時報》專訪時呼籲臺灣提供10億美元的投資維持邦誼，是否繼續維持與臺灣外交關係甚至成為2023年巴拉圭大选的選戰焦點，其中更有兩位在野黨總統候選人支持轉向北京；最後選舉結果雖然由承諾維持邦交的執政黨候選人潘尼亞勝出，但輿論分析兩國邦誼仍隨時存在斷交誘因。

### 大洋洲

#### 帛琉

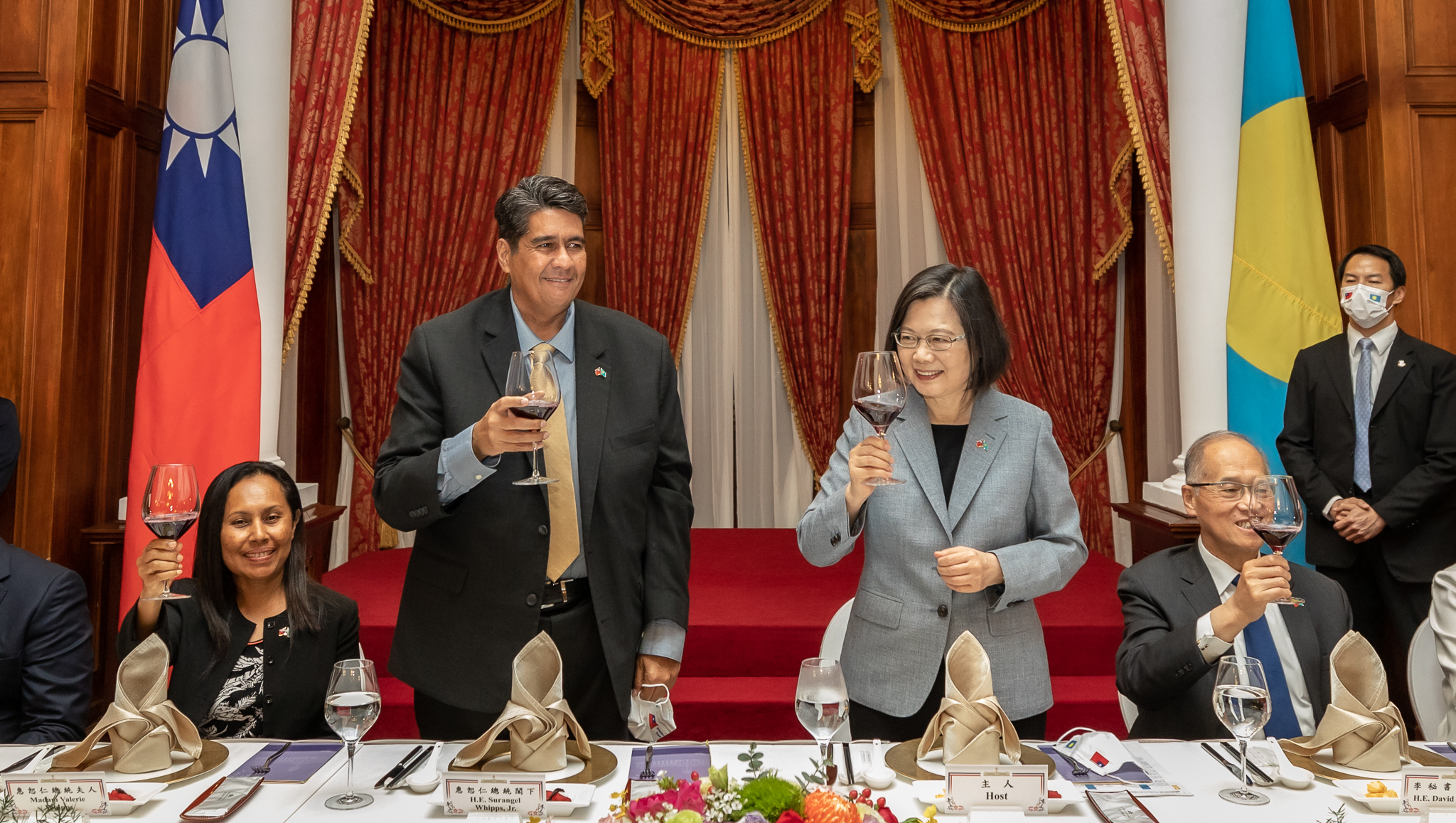
蔡英文宴請來訪的帛琉總統惠恕仁

帛琉是經濟高度依賴觀光收入的太平洋島國，2018年時任總統雷蒙傑索拒絕北京的建交提議後，中华人民共和国政府即對之祭出旅遊禁令，禁止原先佔帛琉近半數的中國大陆觀光客赴該國旅遊，重創當地經濟。饒是如此，帛琉政府仍然未屈服於如此外交压力。
2021年臺帛於疫情之下啟動全球首個「旅遊泡泡」，新任總統惠恕仁也於訪台之際承諾盡力維護邦誼。此際美國政府亦罕見指派國防部長出訪帛琉，並派遣駐帛琉大使隨帛琉總統訪台，欲鞏固三國間的合作關係。

#### 馬紹爾群島

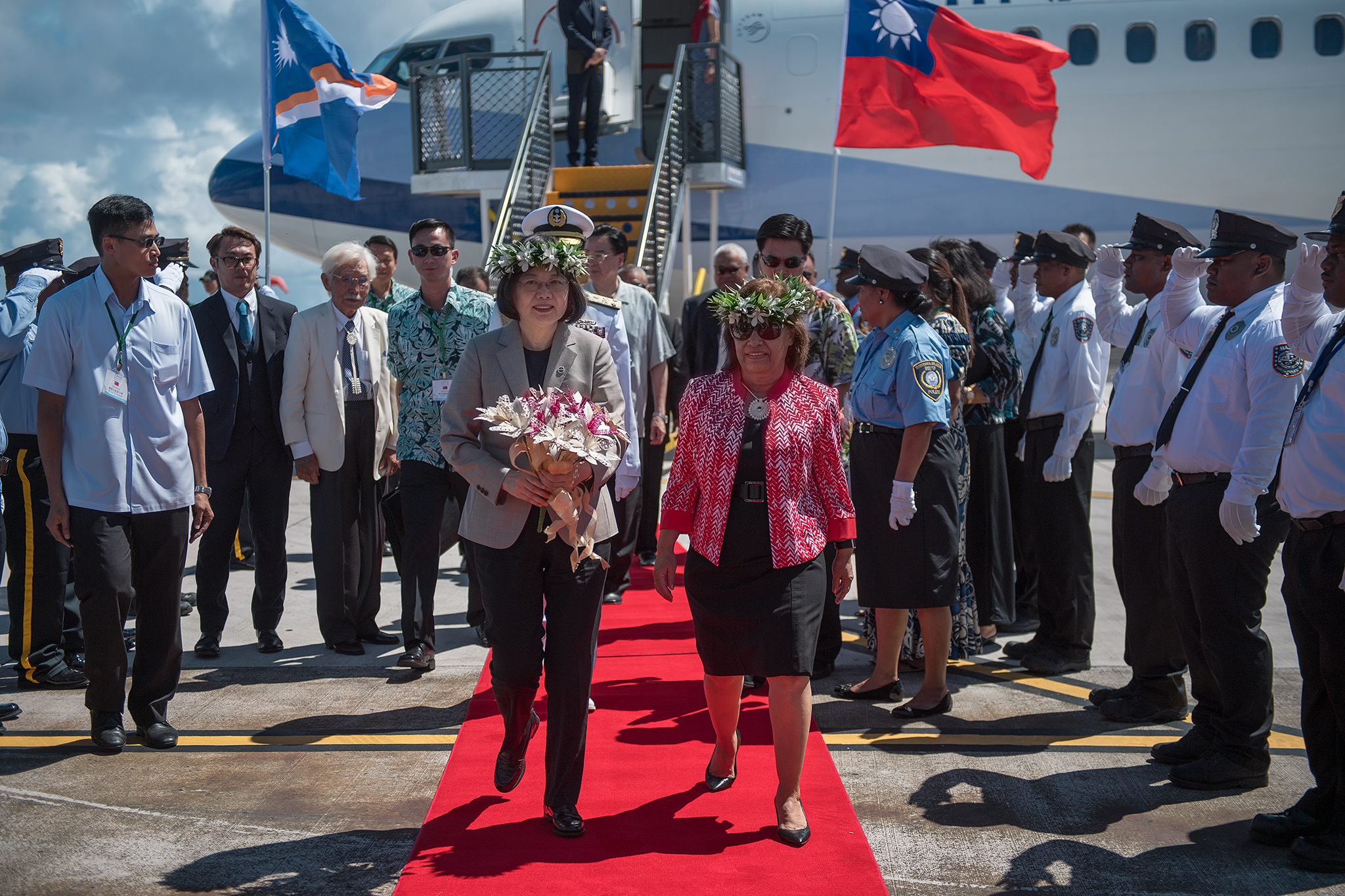
「永續南島，攜手共好」太平洋友邦之旅，馬紹爾群島總統海妮（右）親自迎接蔡英文

美国、日本與臺灣一直是馬紹爾群島長年以來的最重要夥伴，也是主要的經濟援助國與外資投資來源。然而，馬紹爾群島與美國之間因核子試爆與駐軍的問題存在著矛盾，北京於是利用此點策動反对党議員對立場親臺的總統海妮發動不信任动议，一度引發臺馬邦交生變疑慮，不過最終並未通過。台马双方於2018年-2019年間簽署了《海巡合作協定》、《互惠免簽證協定》與《經濟合作協議》，擴大雙方在經貿、觀光與海上執法的交流。

#### 索羅門群島

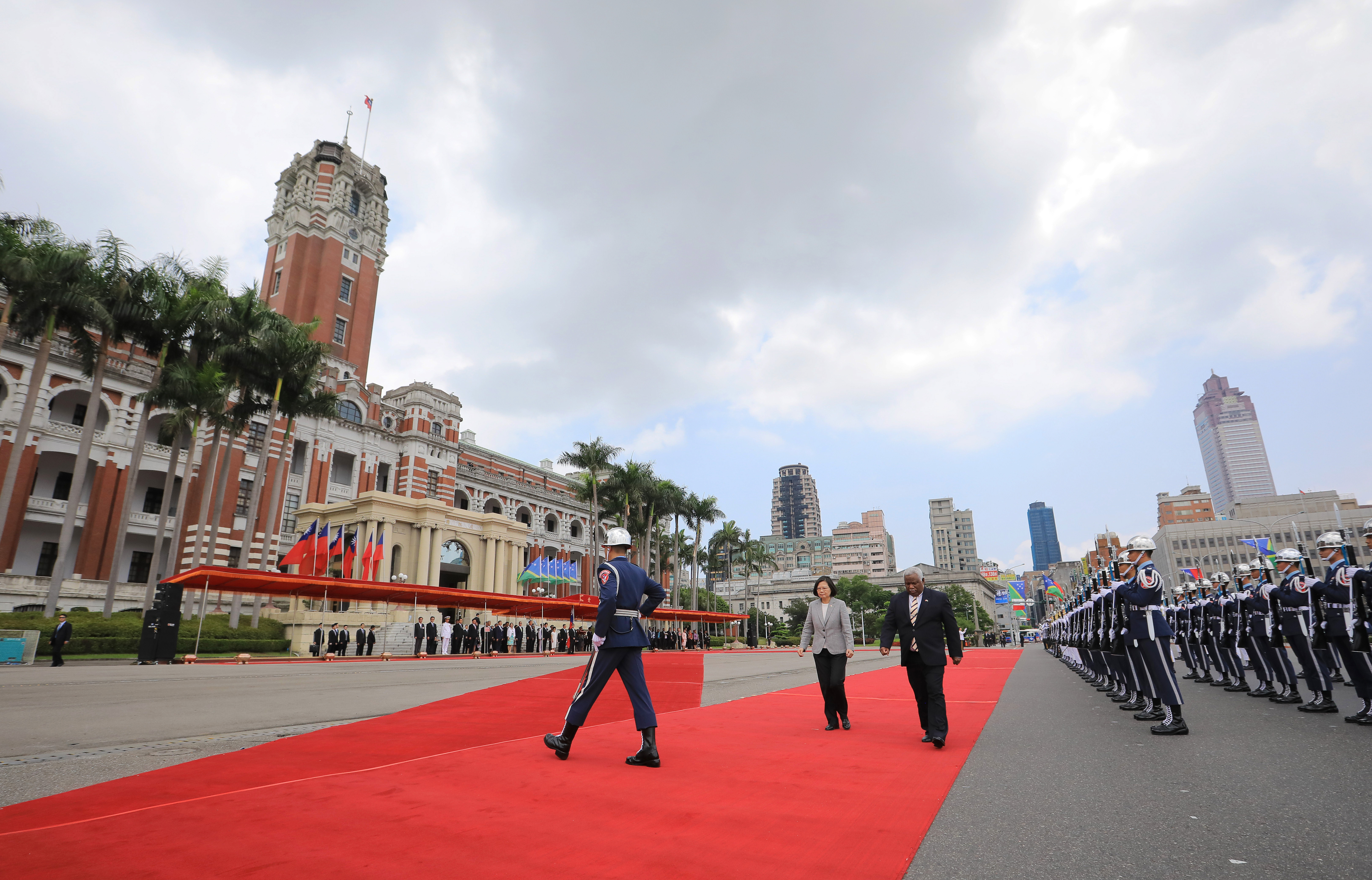
蔡英文以軍禮迎接來訪的索羅門群島總理何瑞朗

索羅門群島是南太平洋最大的群島國，在何瑞朗擔任總理期間與臺灣的關係十分友好。2019年4月政黨輪替後，反对党的親中华人民共和国派前總理蘇嘉瓦瑞第四度当选，新政府上任後立即釋出消息要在百日內決定是否與臺灣維持外交關係，引發美国與澳大利亚介入，但最終仍在蘇嘉瓦瑞的主導下轉向承認北京。斷交的決定在索國國內引發抗議，該國最大省馬萊塔省省長蘇達尼拒絕承認斷交結果，並在斷交後持續接受中華民國政府的援助。
斷交後双方持續交惡。2021年索國首都荷尼拉發生大規模示威騷亂，蘇嘉瓦瑞指控「臺灣政府在背後策畫整起事件」，但未能提出任何證據；中華民國外交部則予以否認，並批評蘇嘉瓦瑞此番言論“不負責任”。

### 非洲與歐洲

#### 史瓦帝尼

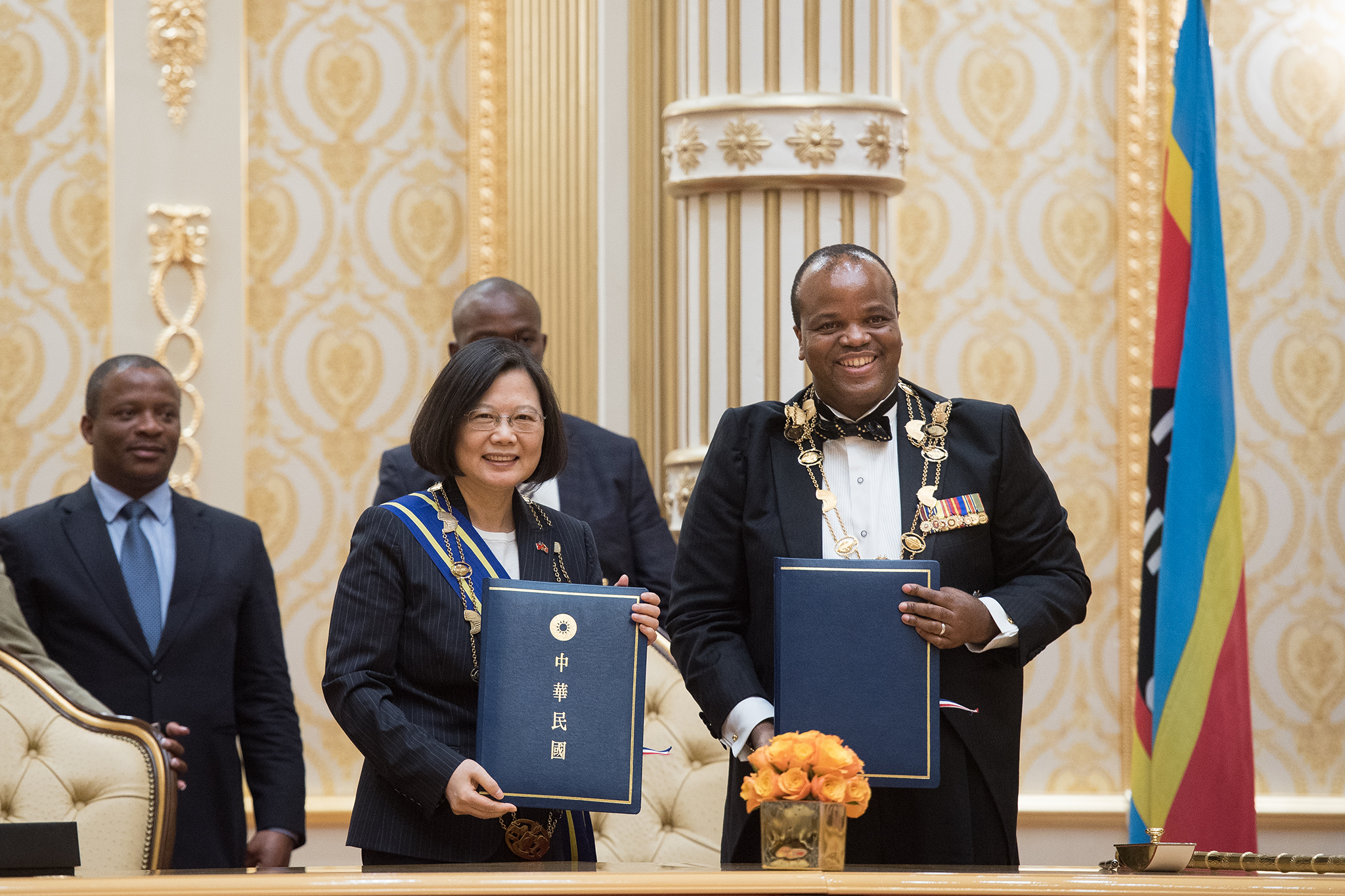
「同心永固之旅」蔡英文與史瓦帝尼國王恩史瓦帝三世（右）簽署聯合公報

在圣多美和普林西比和布吉納法索轉向後，史瓦帝尼成為臺灣在非洲唯一的邦交国。北京對此刻意拉攏非洲國家集體排擠史瓦帝尼，並刁難該國公民辦理中华人民共和国簽證，试图逼其就範。
史瓦帝尼是非洲僅存的绝对君主制政體，國王握有政治實權，而該國國王姆斯瓦蒂三世與台灣的淵源相當深厚，並無意改變其外交方針；但该國於2021年中發生動亂，王室與政府一度面臨統治危機，臺灣也因武器援助問題而面臨當地民間的質疑。

#### 梵蒂冈

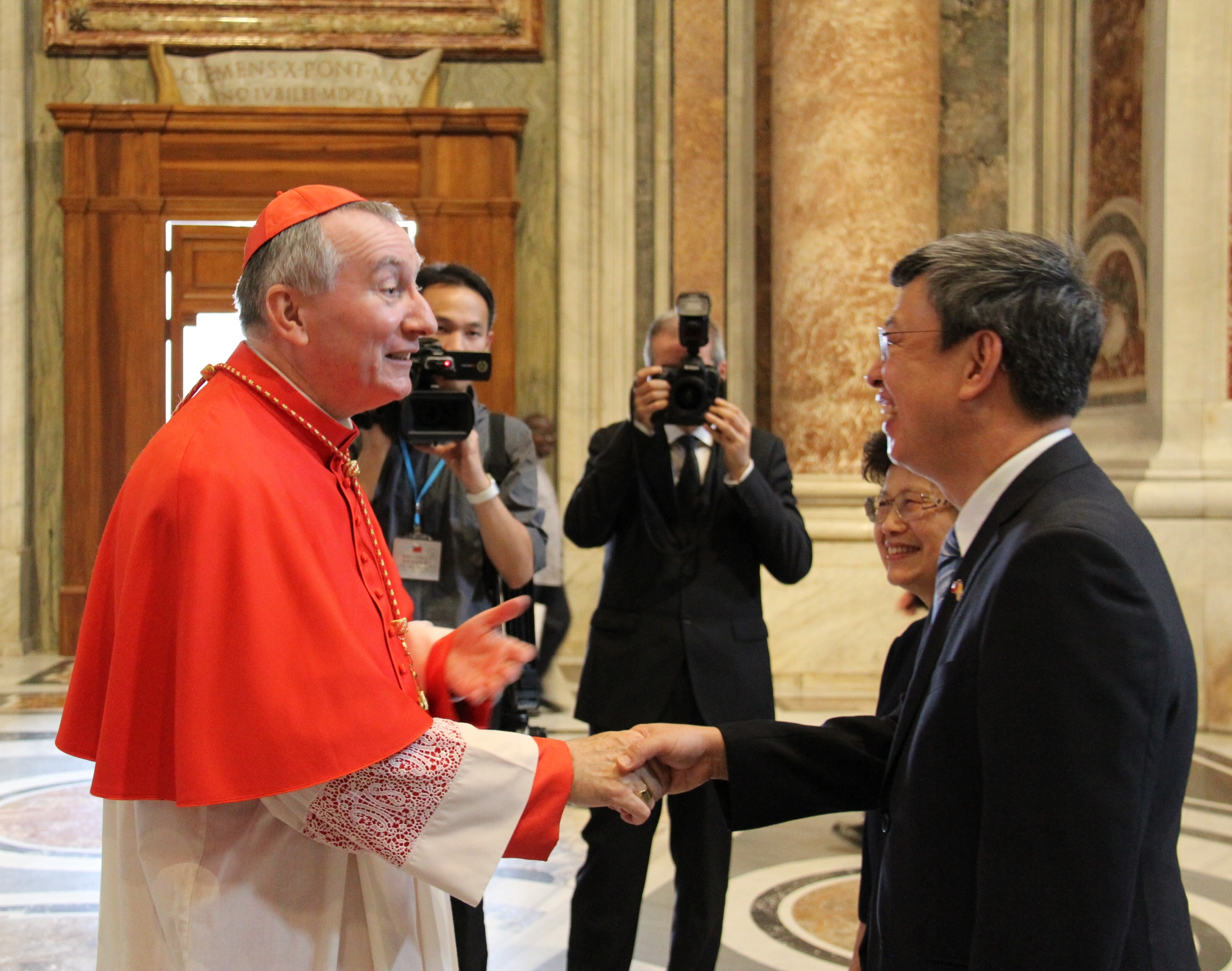
副總統陳建仁出訪梵蒂岡，與教廷國務卿帕洛林樞機主教會晤

1971年中華民國退出联合国後，梵蒂岡就未再任命大使駐台。2001年馬其頓与中華民國斷交，梵蒂冈成為中华民国在欧洲唯一的邦交國。多年來，不時傳出梵蒂冈將轉向承認北京以換取改善中国大陆境內天主教信徒處境的傳聞。
教宗方濟各2013年就任後，積極處理中國大陆信徒的事务。2018年，羅馬教廷與中华人民共和国政府簽訂了《梵中主教任命協議》並兩度續約，從而引發了中（中华民国）梵邦交生變的疑慮。對此教廷國務院否認該協議涉及外交關係，中華民國政府亦數次安排曾獲教廷授予「耶路撒冷聖墓騎士團騎士」的副總統陳建仁訪梵，力圖防止邦交生變。

## 非邦交國雙邊關係

### 亞太地區

#### 美国

##### 川普時期（2017－2021）

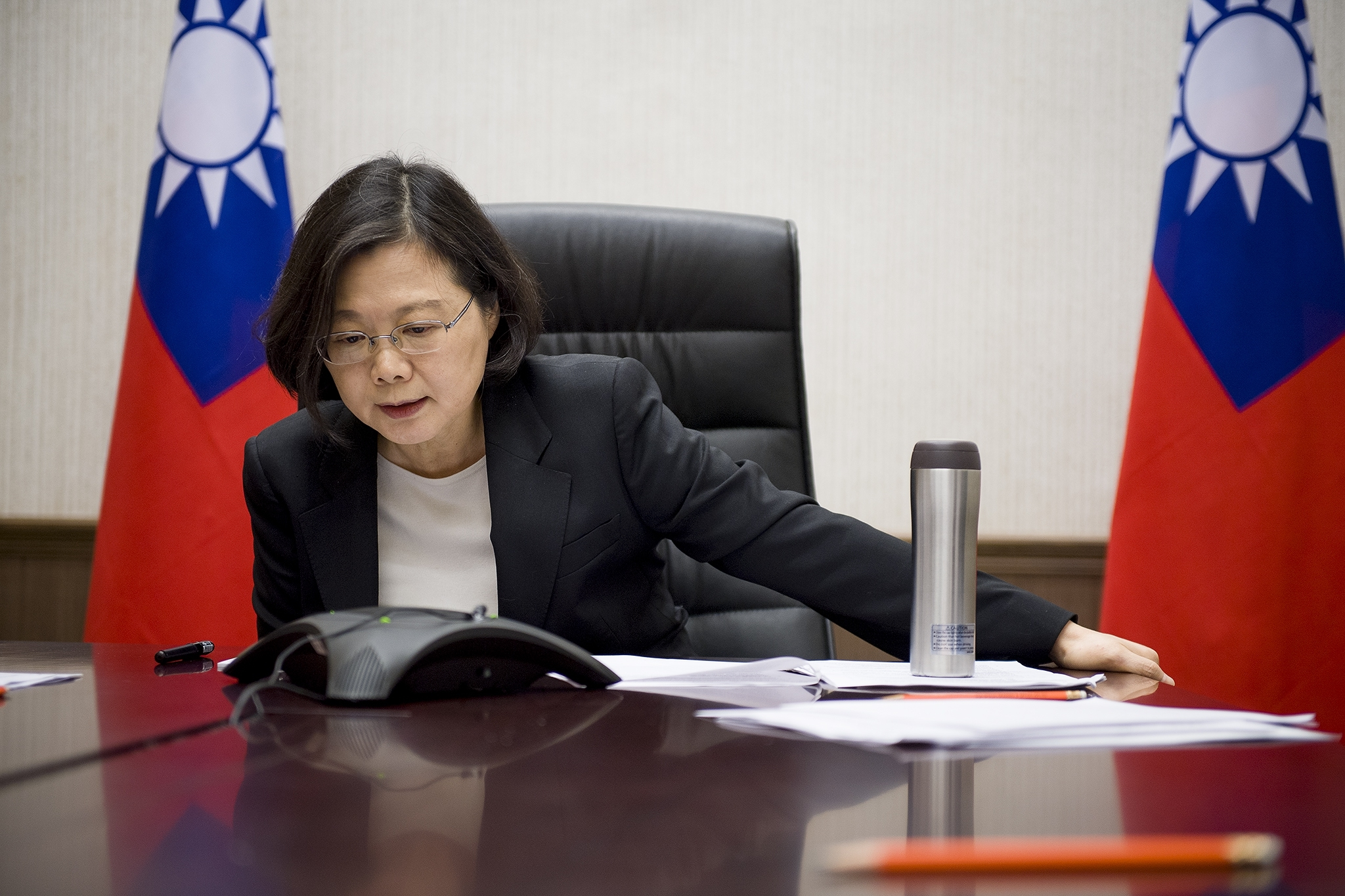
蔡英文與美國總統當選人川普進行越洋通話

第45任美国总统唐納·川普的當選是台美關係發生變化的關鍵，除了準元首層級的「川蔡通話」之外，自2018年起美中（中国大陆）貿易戰開打後形成了「美中（中国大陆）對抗」的態勢，華府開始著手調整其「一中政策」的內涵，對台稱謂不再避諱正式官銜，2020年更首次由衛生部長阿札爾與國務次卿柯拉克接連抵台訪問，破例升高訪台官員的層級。
2021年初，國務卿龐佩奧宣布廢止國務院對台交往內規，開啟了台美外交官之間的公開互動。此時期的台美關係也被認為達到1979年兩國斷交以來的高峰。
與此同時，貿易戰和戰狼外交掀起美國國內的反中華人民共和國聲浪，加強對台關係的聲量逐步獲得重視，並形成了跨黨派共識；第115屆及第116屆國會陸續通過《台灣旅行法》、《台北法案》與《亞洲再倡議保證法》等友台法案，鼓勵高層互訪也協助臺灣維繫邦谊；此外也持續通過支持臺灣參與世界卫生大会和國際民航組織的決議。

##### 拜登時期（2021－2024）

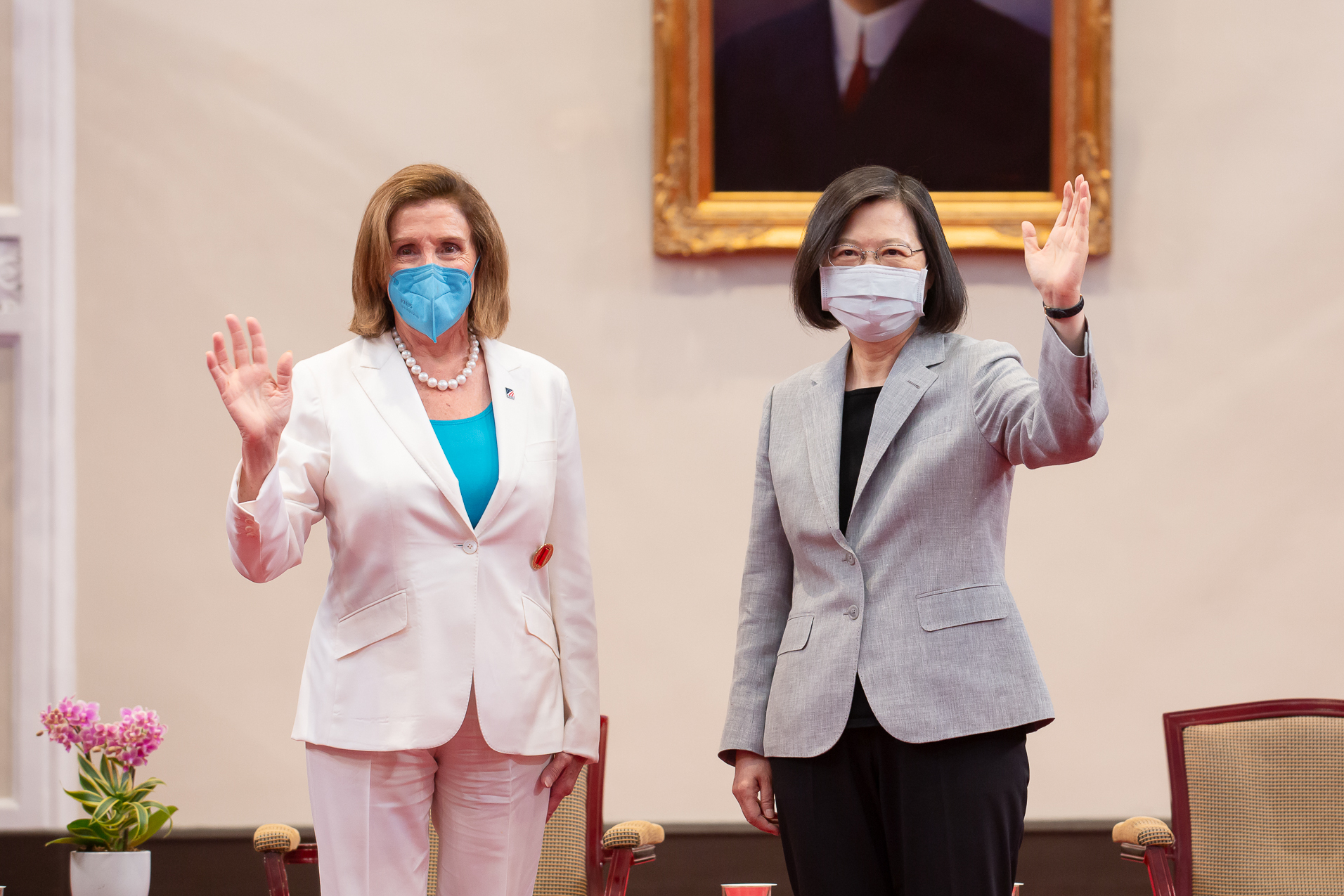
美國眾議院議長裴洛西於總統府大禮堂會晤蔡英文並接受贈勳

乔·拜登在2020年美國總統選舉中擊敗尋求連任的川普，其上任後並未重回民主黨前一次執政時的友中（中国大陆）路線，而是在延續了前朝的印太政策。白宮仍矢言堅守「一中政策」，但卻有逐漸打破「戰略模糊」的態勢；拜登總統就四度親口表示，若北京攻打臺灣，美國將會出兵協防。而台美關係在臺灣駐美代表蕭美琴到任後，雙邊政府建立起相當穩固的信任，互動的層級也再次逐步拉高，包括正式邀請出席就職典禮、兩國副總統於第三國同台互動，甚至外交、國安高層的雙邊會談也逐步公開，被稱作是台美關係40年來最好的時刻。
美国国会的對台角色也在此時凸顯，第117屆國會除了通過禁止行政機構使用含有「不正確標示」臺灣的《誠實地圖法案》和無償提供100億美元軍援之外，國會議員也頻繁地高調造訪臺灣；而2022年8月初，時任聯邦眾議院議長裴洛西更是在北京威嚇及全球矚目之下訪問台灣，成為25年來首位訪台的國會議長；繼任的議長麥卡錫亦於隔年蔡英文過境加州時與其會晤，締造過境外交的紀錄。

##### 安全合作
由於近十幾年來兩岸軍力差距擴大，川普政府自2019年起頻繁對台軍售，任內共批准高達11次的軍售案；而繼任的拜登政府也開始派遣特種部隊官兵常駐臺灣，訓練中華民國國軍部隊發展不對稱作戰能力。雖然軍售案一度受到烏俄戰事影響而延遲交付，但美方也破例允許美製愛國者飛彈在台試射。至於海防和後備動員方面，台美透過《海巡合作備忘錄》，共同設立海巡工作小組加強聯合執法，遏止北京以《海警法》擴張海權；臺灣駐美軍事代表團的軍官員額也將擴編，並加入國民兵的「州夥伴計畫」。

##### 經貿整合
為解決美國肉類進口問題所導致的貿易障礙，蔡政府於2020年宣布有條件開放含有萊克多巴胺的豬肉進口，隔年上任的拜登政府旋即恢復擱置六年的TIFA會談；在歷經一年的談判後，兩國於2023年6月簽署《台美21世紀貿易倡議》首批協定，內容包括貿易便捷化、反貪腐、关税減免等等，被視為是台美斷交以來最重大的貿易進展。而貿易深化所衍生的雙重課稅問題也於此際浮上檯面，蔡政府順勢推動簽署雙邊租稅協定，法案已於2024年獲眾院通過，並有望於2025年簽署。

#### 日本

##### 安倍晉三時期（2016－2020）
2012年上任的安倍晋三是日本政界知名的親台派政治人物，不過迫於臺灣民意強烈反對福島等地的食品進口，導致臺北與東京之間長期存在貿易障礙；因此安倍主政期間雖作風友台，但除2017年時遣總務副大臣赤間二郎訪台、以及將駐台機構更名為「日本台灣交流協會」之外，台日關係並無明顯進展，雙方在TPP等區域經貿的議題上也無法達成共識。2020年前總統李登輝逝世，鑒於其與日本政壇的淵源，安倍罕見以首相身份公開哀悼，其他內閣閣員如副首相、官房長官、文部科學大臣等亦親自前往臺北駐日經濟文化代表處追悼；安倍並委派前首相森喜朗率眾議員組成官方弔唁團，二度抵台致祭和追思。

##### 菅義偉時期（2020－2021）
2020年末，安倍晋三因健康因素宣布辭去首相，繼任的菅义伟内阁雖執政僅短短一年時間，但東京當局對北京升高警惕的結果，也連帶提升了台日雙邊的關係進展。首相菅义伟率先於訪美之際與美国总统拜登破例於聯合聲明中提及臺海局勢，接著該年度內閣會議通過的《防衛白皮书》亦首度將之納入國家安全，執政黨官員更陸續公開表示日方有必要保護台灣，顯示日本在臺海戰略上的轉變。此外，2021年臺灣本土疫情爆發後，透過台美日三方的協調與合作，東京方面也捐贈大量疫苗以協助臺灣解決燃眉之急；至於美國退出後改組的CPTPP，日方也表態歡迎台灣申請入會。

##### 岸田文雄時期（2021－2024）
菅内閣下台後，接任的岸田文雄於初次組閣時任命了向來被視為自民黨內立場較為親中国大陆的林芳正擔任外務大臣，在戰略上仍延續先前日本在臺海問題上的態度，但台日之間的交流則轉趨低調。兩國執政黨利用菅义伟時代建立起的「台日執政黨2+2對話」機制，就區域安全、經貿事務以及CPTPP的入會談判等議題進行交流；同時蔡政府也於2022年正式鬆綁福島等地食品的進口限制，試圖深化雙邊貿易並為入會創造有利條件。而前首相安倍晋三於同年遇刺身亡，副總統賴清德更罕見擔任特使前往东京參加家祭，是繼1985年李登輝以過境名義訪日以降，再有副元首於任內踏上日本國土。

#### 澳大利亞
2018年起中华人民共和国—澳大利亚關係惡化加之新冷戰格局，莫里森領導的自由黨政府的對中华人民共和国戰略出現轉折，連帶影響澳方的對台態度；雖未如同歐美一般公開雙邊接觸，但仍然轉而加強與美国在亚太地区的合作，不僅駐台外交官行事轉趨高調，國防部長彼得·達頓也罕見表態「若中國（中华人民共和国）進犯台灣，澳洲將與美國同進退」。
2020年中華民國總統選舉前夕，坎培拉當局積極處置涉及台、澳、陆（中国大陆）三方的國際間諜事件，對選情產生相當程度影響。
2022年自由黨在聯邦大選中落敗，上台的工黨政府雖然在區域安全上持續警戒陆方對台動武，但對於台澳雙邊的政治、經貿交流仍然採取迴避態度；總理甚至還在2022年的曼谷APEC峰會上表示「只有受承認的國家能加入CPTPP」，國會議員的訪台行程也遭到刻意淡化。

#### 加拿大
因中华人民共和国—加拿大關係惡化、中华人民共和国—美国對抗，加拿大朝野對台態度轉趨積極。兩國政府首次於2021年公開部長層級的視訊對話，蔡政府也成功在蒙特利尔開設新的外交館處；此外，渥太華當局對於北京進攻臺灣的意圖仍有所警覺，加拿大皇家海軍近年亦持續與美國海軍聯合巡弋台灣海峽。不過，過去被視為親中国大陆的杜魯道政府雖然任內台加關係有所提升，但仍遭媒體揭露施壓接受政府資助的「哈利法克斯論壇」撤回頒獎給蔡英文的決定，以免惹怒北京，似乎對台立場仍有諸多顧慮。

#### 俄羅斯
台俄兩國雖然在政治上並無往來，但雙邊貿易額持續增長，觀光和文化藝術交流也逐年攀升。臺灣於2019年起對俄羅斯公民實施免簽證試辦政策，俄羅斯政府隔年也將臺灣納入全境電子簽證適用國家（地区）。
2022年俄羅斯入侵烏克蘭後，蔡政府與西方國家站在同一陣線，跟進國際制裁對俄實施半导体出口禁運，也遭莫斯科當局列為「不友好國家（地区）名單」；雖然原先的簽證政策並未受到影響，但雙邊交流因而銳減，莫斯科也不時開始發表支持北京立場的不友台聲明。

#### 南韓
中華民國、大韓民國官方自1992年斷交後幾乎斷絕來往近三十年，兩國也不再視彼此為重要夥伴。近年受中華人民共和國和美國對抗的態勢影響，同時也出於地缘战略的考量，蔡英文政府開始較積極拉攏同為民主陣營的大韩民国；而韓國總統文在寅也於2021年首度表態關切台海和平，打破韓國政府向來不就臺灣問題表示意見的態度。然而，文在寅政府卻因顧忌北京立場而於同年底臨時取消政務委員唐鳳的線上演講邀請，遭到外交部的嚴正抗議。2022年韓國政黨輪替後，新上任的尹錫悅政府採取較為親美的立場，除在戰略上將台海事務提升至國際問題之外，執政黨籍的國會副議長更首次訪問臺灣，頗有漸漸靠向美国一方的趨勢。

### 歐洲地區

#### 歐盟
過去由於歐盟長期奉行「一个中国政策」，台歐交流僅局限於經貿和教育文化等事項；然而隨著中华人民共和国—欧盟关系惡化，加之新冷戰態勢形成，內部成員國的對台交往政策逐漸出現分歧。尤其COVID-19疫情爆發後，歐盟鑒於臺灣在半导体戰略地位的重要性，一度加大支持臺灣參與WHO的力道，2022年更首次由貿易總署署長與中華民國經濟部部長舉行半導體供应链對話；蔡英文政府則趁勢推行口罩外交和雙邊投資協議，並透過外交系統積極增加臺灣在歐洲的能見度。然而，冯德莱恩委员会仍然相當重視歐中之間的貿易關係，故於開啟投資協議談判的議題上，歐盟意願則相對消極。
欧洲议会方面除相對開放與友台之外，近年來陸續通過歐洲經貿辦事處更名「歐盟駐台辦事處」等友台決議、敦促洽簽雙邊投資協議，也首度發表《台歐盟雙邊關係報告》；各黨派議員亦達成共識，開始組成官方代表團訪問臺灣，甚至副議長畢爾也首度以官方身份到訪。此外，外交部長吳釗燮亦於2021年出訪欧洲，於比利时的布魯塞爾歐盟總部與歐洲議會議員會晤，被視為雙邊關係的重大突破。

#### 法国
2017年政治立场中間派的法国总统馬克宏上台後，雖並未如同美国般的強硬姿態面對俄罗斯與中华人民共和国，但初時在臺灣問題上並未採取姑息主義；法國政府仿效美軍主張「航行自由」，曾數次派遣巡防艦通過台灣海峽，並於2020年批准對台軍售續約。外交上，經台法兩國磋商後，中華民國外交部宣布於法南城市普罗旺斯設立「駐普羅旺斯臺北辦事處」，成為駐法國台北代表處之後臺灣駐法的第二處駐館。
馬克宏政府在戰略上響應時任欧盟委员会主席馮德的「歐洲自主」，初始並無意加入美國為首的抗中（中国大陆）同盟；然而隨著中国大陆崛起所產生的安全隱患，以及臺灣半导体产业等重要因素，迫使巴黎當局著手調整其外交策略。不過，即便法國外交部於2022年公布的《印太戰略報告》中首次臺灣視為經貿上的「關鍵夥伴」等主張，但實際上並無任何具體作為，甚至馬克宏2023年訪華還表示「歐洲不應捲入台海戰爭」，遭輿論批評其台海立場愈發綏靖。

#### 德国
21世紀初，德國在总理梅克爾執政之下，對中华人民共和国、俄罗斯兩國奉行現實主義以深化經貿往來，在臺灣問題的態度上近乎完全綏靖，聯邦政府僅就教育與文化藝術等無涉政治的領域進行交流。COVID-19疫情期間，面對臺灣捐贈口罩，柏林當局採取保守策略，不願公開點名致謝；而後國內車用晶片短缺時，時任聯邦經濟暨能源部部長阿特邁爾致函中華民國經濟部部長王美花，要求臺灣政府協調台積電優先供貨給德國，一度激起臺灣輿論的反感；王美花則順勢要求德方協助購買德製BNT疫苗，被稱作「晶片外交」。
然而2021年底梅克爾結束長達16年的執政後，德國政府的外交政策出現變化，台海安全首度被納入新政府的聯合執政協議中，綠黨籍外長貝爾伯克更罕見表態若臺灣遭到入侵，德方將提供援助。2023年自民黨籍的聯邦教育部部長史塔克-瓦特辛格訪問臺灣，並且公開會晤臺灣政府相關部會首長，是26年以來再有部長級閣員訪台；其後兩國更進一步簽署刑事司法互助協議，雙邊關係進一步升溫。

#### 英國

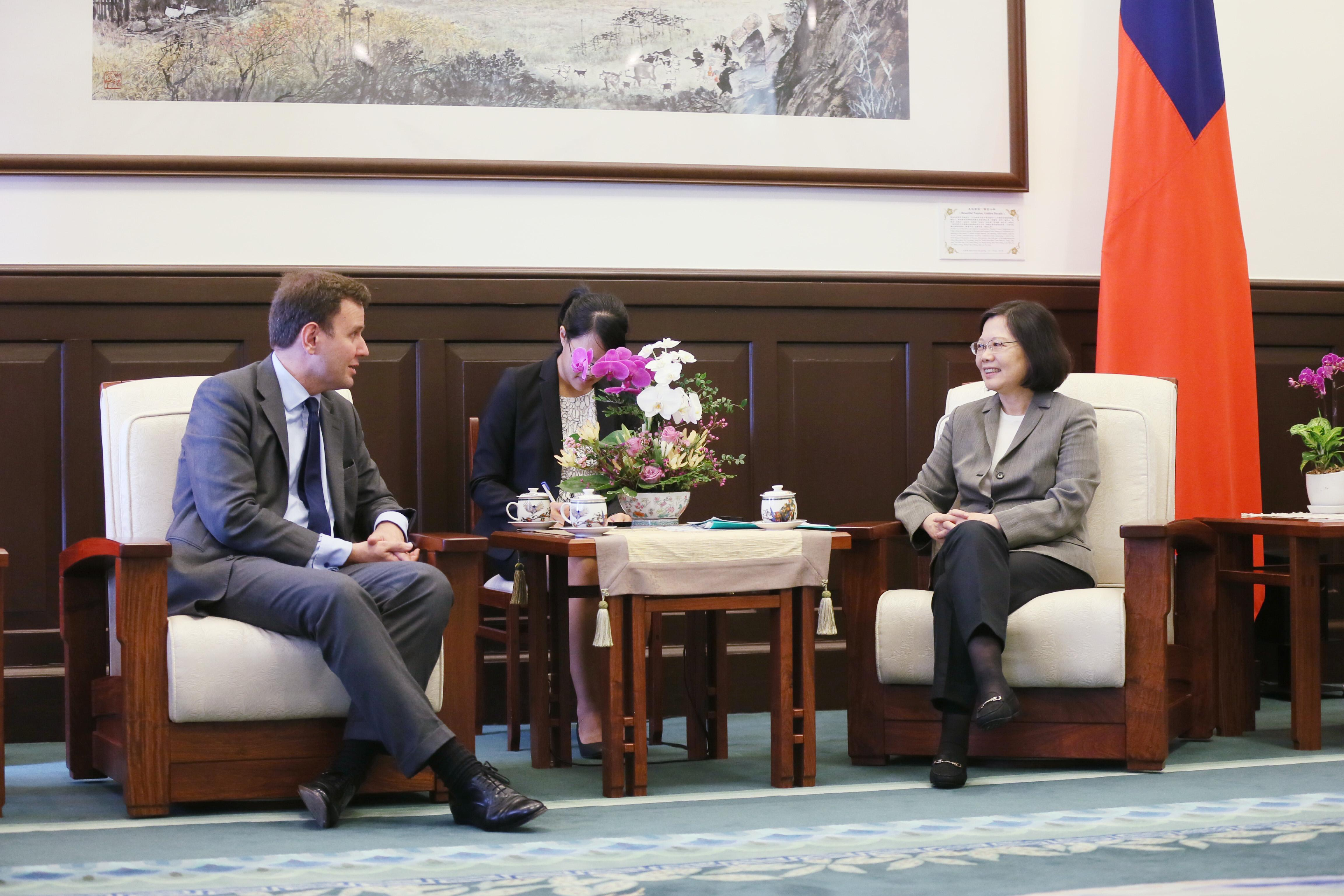
總統蔡英文接見來訪的英國貿易政策大臣汉兹

英國政府多年來均與臺灣保持一定程度聯繫，例如次长級別的經貿對話會議與國務大臣層級的官方往來。2020年英國正式脫歐後，外交上不再受到歐盟的限制，加之中华人民共和国、美国對抗局勢影響，強森內閣公開表達對臺海局勢的擔憂，不僅首次將臺海安全納入其全球戰略之中，2021年更派遣里士满号巡防舰通過台灣海峽，呼應盟友美國「航行自由」的主張。除了臺海議題上的鮮明表態之外，倫敦當局對台交往也逐漸轉趨積極，2023年繼台美簽署首批貿易協定後，台英雙邊也正式展開貿易談判。

#### 捷克

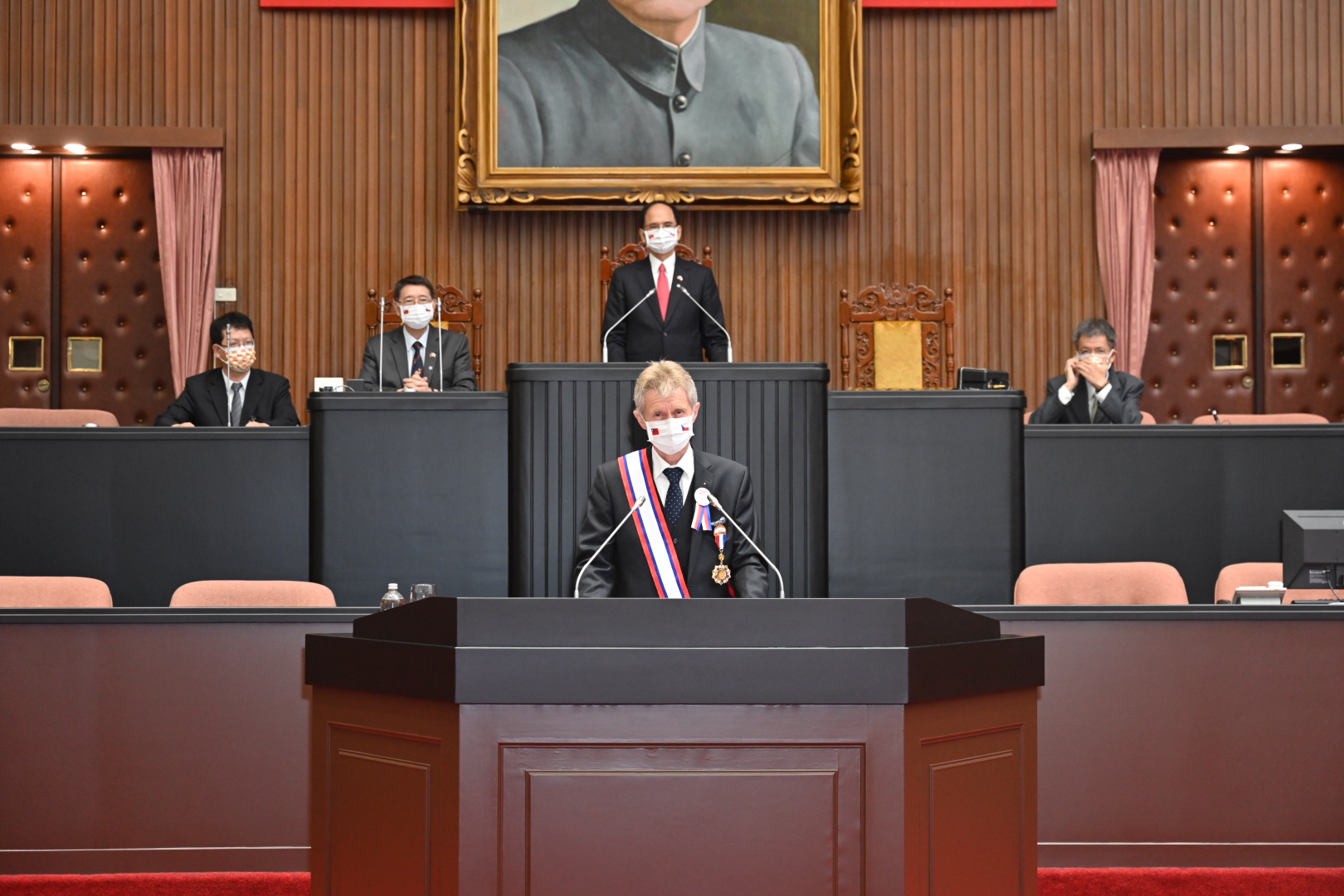
捷克參議院議長韋德齊在立法院議場內發表演說

2013年捷克总统泽曼上任後，與其政治盟友、時任總理巴比斯共同採取親中路線，並相對疏離臺灣。2018年時捷克貿易工業部更接受中华人民共和国駐捷克大使张建敏的施压，將原先受邀的中华民国駐捷克代表請離會議現場，在捷克政壇引發軒然大波；其後又陸續發生中华人民共和国对布拉格的親台派市長賀瑞普的报复，包括片面中斷布拉格與北京、上海間締結的姐妹市協議，並取消布拉格愛樂樂團於北京的巡迴演出。
2019年捷克參議院議長柯佳洛公布訪台計劃，引發中华人民共和国強烈反對；其於行前驟逝後，中华人民共和国驻捷克大使馆與捷克總統府的施壓信件曝光，導致捷克國內對華態度發生轉變，並開始關注臺灣。隔年繼任的議長韋德齊率團訪台，成為半世紀以來首位在立法院發表演說的外國議長，且受到斯洛伐克、德国等鄰國的聲援；巴比斯政府也於此際跟進鄰國，宣布贈台3萬劑的莫德納疫苗。
2021年底捷克大選，立場親臺的在野黨聯盟贏得多數席次並順利組閣，新政府即宣示將深入發展對台關係。隔年立法院院長游錫堃率團回訪捷克並在参議院發表演說，捷克官方也給予高度禮遇；2023年捷克總統當選人帕維爾更於選後與總統蔡英文通電話，眾議院議長艾達莫娃隨後亦率大型訪問團訪台，昭示著兩國關係的重大突破。

#### 立陶宛

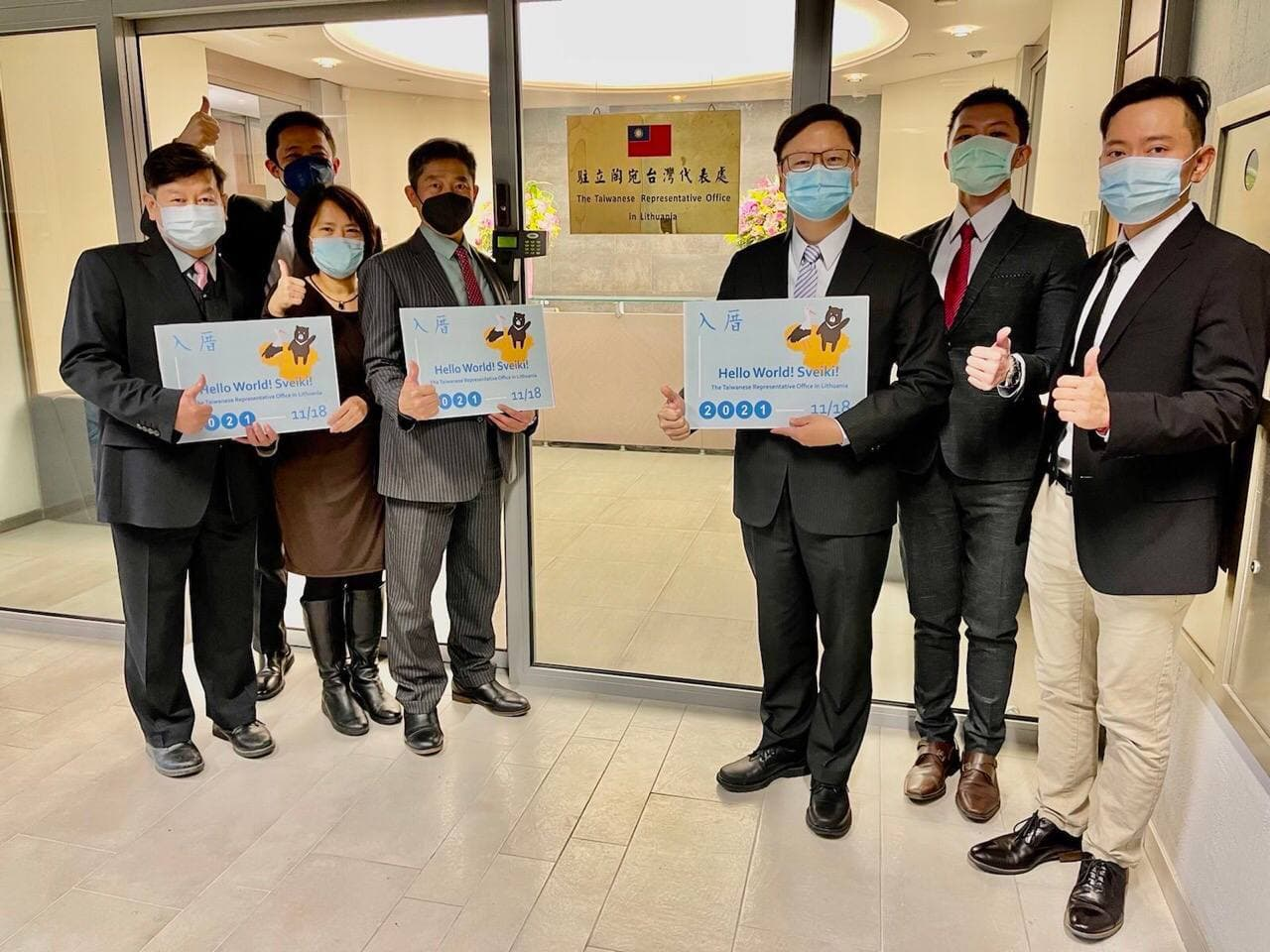
2021年11月18日，「駐立陶宛台灣代表處」掛牌成立運作

2020年立陶宛中間偏右的新政府上台後開始迅速發展與臺灣的關係，2021年位於立陶宛首都维尔纽斯的「駐立陶宛台灣代表處」正式開設，是第二個以「臺灣」為名設立的代表處（繼索马里兰之後），招致北京的激烈報復，中華民國政府對此則宣布在當地設立近10億美元的半导体产业投資基金。雙方迅速建立起次长級的對話機制，立陶宛政府也接連派遣經濟暨創新部、農業部與交通暨通訊部等部會副部長訪問臺灣，商討洽簽雙邊農業合作協議與直航事宜，並於同年秋季在台設立貿易代表處。
此外，官方的交往也開啟了兩地民間的互動。2021年中臺灣陷入疫苗短缺之際，立陶宛政府宣布捐贈26萬劑的AZ疫苗，在臺灣引發了一波「立陶宛熱潮」，多間立陶宛的社福機構湧入大筆來自臺灣的小額捐款，立陶宛的巧克力與兰姆酒也在台掀起熱購潮。

#### 波蘭
2010年代中期波蘭原先傾向與中华人民共和国進一步深化經貿關係，但受到中华人民共和国、美国對抗的局勢影響，杜達政府的對中华人民共和国態度轉趨保守，轉而與當時的美国川普政府合作，並同步開啟與中华民国之間的交流。其先是跟進英国將駐台實質大使館「華沙貿易辦事處」更名為「波蘭臺北辦事處」，2019年更是率先與臺灣簽署《臺波刑事司法合作協定》，是首個與台簽署完整司法互助協議的歐盟成員國。而COVID-19疫情期間，波蘭政府也捐贈40萬劑AZ疫苗予臺灣，是中东欧國家贈台疫苗數量最多者；2022年，波兰政府亦頭一遭派遣經濟發展暨技術部政務副部長皮丘沃克搭乘波兰空军的行政專機訪台並出席「台灣－波蘭經貿諮商會議」，是歷來最高層級的訪台官員。

#### 斯洛伐克
與其他中东欧國家相似，斯洛伐克於2020年國會選舉迎來中間偏右的新政府後，即開始加強與臺灣之間的互動。2021年7月，斯洛伐克政府捐贈臺灣16萬劑的AZ疫苗，兩國並於隔月簽署《臺斯刑事司法合作協議》；年底斯洛伐克經濟部政務副部長葛力克率團搭乘漆有斯國國旗的專機抵台訪問，訪團成員包括外交部經濟合作總司長、國家科學院等跨部會官員與產學界代表，是該國有史以來派出的最高訪問層級。隔年6月，兩國再簽署《臺斯民事暨商事司法合作協議》，為欧洲首個與台簽署民事司法互助協定的國家。
然而2023年國會選舉執政聯盟落敗，立場親中俄的前總理羅伯特·貝佐回鍋籌組偏左政府，並積極策劃訪中国大陆事宜，台斯關係進展也隨之趨緩。

#### 斯洛維尼亞
2020年立場親臺的保守派議員楊薩第三度出任斯洛維尼亞總理，適逢斯國擔任歐盟輪值主席國，楊薩即撰寫公開信呼籲歐盟領導人支持台灣參與国际组织，同時也以總理兼衛生部長的身份與中華民國衛生福利部部長陳時中舉行視訊會議。2022年楊薩接受印度電視臺專訪時透露，斯洛維尼亞正與臺灣洽商互設代表處事宜，並稱支持台灣人民自主決定國家前途，一度被視為是臺灣在中东欧的潛在盟友；然而楊薩於同年連任失利後，相關事宜也未再有消息。

### 非洲地區

#### 索馬利蘭

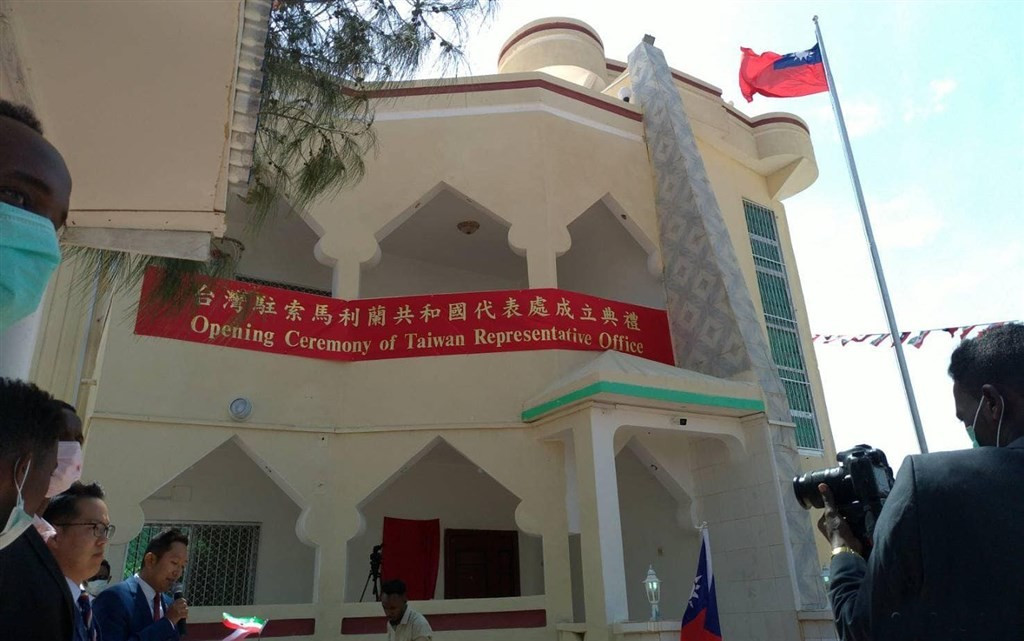
駐索馬利蘭代表處成立典禮

在美国的支持下，2020年7月中華民國政府與位於东非的有限承認國家「索馬利蘭共和國」採取未建交、但比照《維也納外交關係公約》中使節的待遇互設代表處，並派遣技術團常駐協助當地發展農業、提供留學生獎學金赴台深造，同時台灣中油也與吉尼爾能源公司合作投資探勘石油。由於先前臺灣在非洲的駐處皆集中於非南與几内亚湾沿岸，因此位處「非洲之角」的索馬利蘭將是深入非洲的據點，具有重大戰略意義；而索馬利蘭也亟需藉助臺灣在科技、建設方面的成就改善其經濟體質。
索馬利蘭的政治處境與臺灣類似，因索马里主張其為該國领土，因而未獲任何聯合國會員國承認；中华人民共和国礙於與索馬利亞間的邦交無法給予外交承认與巨額的經濟誘因，故促成臺湾、索马里兰之間的順利談判，同時也突破了無法以「臺灣」為名設立駐外館處的枷鎖。2022年2月，索馬利蘭外長瑞格薩領軍的部長級訪團訪問臺灣，主動深化兩國關於經濟、邊境安全及網路科技的交流。

## 國際參與

### 联合国
中華民國自1972年退出联合国後，長期遭中華人民共和国方面以「一中原則」為由打壓，導致官方與民間皆長期無法參與聯合國功能組織及其所屬相關會議，甚至連友邦代表出席聯合國活動都受到中华人民共和国打壓。面對困境，蔡英文政府嘗試透過科技手段突破重圍，例如2017年政務委員唐鳳利用遠端視訊的方式，成功參與年度網際網路治理論壇的正式會議，突破親赴日内瓦辦事處的現實困境，並以此創造先例。

### 世界衛生組織
2017年起世界卫生组织（WHO）在北京的主導下，不再發函邀請台灣以观察员身份出席世界卫生大会（WHA），蔡英文政府則在場外舉行多場雙邊會談，藉此突破北京的外交封鎖。而COVID-19疫情爆發後，原先WHO在北京施壓下刻意忽視台灣的防疫成果，甚至一度遭秘書長谭德塞指控種族歧視攻擊；蔡英文政府對此則打出「Taiwan can help」（台湾可以帮忙）的口號，利用西方國家的影響力試圖叩關WHA大會。雖然最終並未成功與會，但成功扭轉WHO的對台態度。

### CPTPP
蔡英文政府任內對於區域經貿整合的首要目標，即是參與由「跨太平洋夥伴關係協議」（TPP）轉變而成的「跨太平洋夥伴全面進展協定」（CPTPP），自甫上任即開始佈局，與11個成員國的個別諮商皆已完成。然而第一階段諮商剛落幕之際，中华人民共和国卻於搶先向CPTPP申請入會，並公開反對台灣加入；由於CPTPP對新加入會員國係採共識決，為避免中国大陆先行加入而對台灣入會增添變數，蔡英文政府亦於同年底向秘書處遞交入會申請。目前即將展開入會前諮商程序，並已初步獲得日本、新加坡及新西兰等國的支持。

### IPETCA
2021年新西兰發起首個以原住民經貿投資議題為主的區域多邊合作機制「原住民族經濟貿易合作協議」（IPETCA），臺灣受邀後迅速由原民會、經濟部與外交部展開諮商程序，並於2022年3月正式以「中華臺北」的名義遞交加入意向書，與新西兰、加拿大及澳大利亚共同成為創始會員國。

## 爭議領土主權立場

### 南海主權爭議
2016年7月，位於海牙的常设仲裁法院作出「包括太平島在內的南沙群岛為『礁』而非『島』」的裁決，同時以「中國的台灣當局」稱呼台灣。對此蔡英文政府聲明，中華民國政府不接受本次南海仲裁案的結果，同時主張此仲裁判斷對台灣不具法律拘束力，南海諸島及其相關海域主權屬於中華民國所有。此外，總統蔡英文要求國防部完成應變中心開設，並決定讓原定14日前往太平島巡弋的康定艦提前一天出航。

### 釣魚臺列嶼主權爭議
蔡英文政府在外交上採取親近美国、日本的路線以抗衡中華人民共和国，因此對於釣魚臺列嶼的主權爭議鮮少表態，日本方面也十分有默契的避而不談；偶有發生台灣漁船在釣魚臺附近海域遭日方驅離的情事，蔡英文政府也都選擇透過既有的「台日漁業委員會」聯絡機制低調協商。2020年中，石垣市議會因中方公務船屢次在釣魚臺海域附近出沒騷擾，而通過將釣魚臺改名的議案，外交部則重申「釣魚臺列嶼主權為中華民國所有」的一貫立場，並承襲過去馬英九政府時代「擱置爭議，共同開發」的主張，以冷處理的作法力圖降溫事態。

## 中華人民共和国的外交打壓
蔡英文政府執政期間，中華人民共和國政府除針對中華民國邦交國威逼利誘之外，於非邦交國家的打壓也十分凌厲，並試圖其政治主張「一中原則」解釋為国际习惯法：

### 擴張主權
蔡英文政府上任前，中華人民共和国即相當積極的擴張其司法主權，屢屢要求第三國將犯嫌引渡至中國大陆審判，包括柬埔寨、马来西亚及西班牙等國均曾將台籍嫌犯遣送中國大陆；2016年的肯亞電信詐騙案中，北京方面更是施加極大壓力予肯尼亚政府，導致5名涉嫌电信诈骗的臺灣人即使獲肯亞最高法院判決無罪並命令遣返臺灣，肯亞警方卻仍然不惜違反法庭頒發的禁制令，於深夜將台嫌押解遣送北京。該事件也促使蔡英文政府積極與他國洽簽司法互助協議，避免再有臺灣人被遣送至中国大陆。

### 脅迫更名、撤旗
2017年伊始，北京施壓其所有的建交國家，令當地政府去除所有含有「臺灣」或「中華民國」字樣的辦事處或機構，導致多個臺灣駐外代表處被迫更名為「臺北代表處」，包括阿拉伯联合酋长国、厄瓜多尔、巴林、约旦、斐濟、奈及利亞、巴布亚新几内亚等國。其中，奈及利亞政府甚至派遣武裝警察包圍代表處館舍，勒令臺灣駐该國代表限期離境，並要求駐館遷離首都阿布贾；而斐濟則是施壓「中華民國（臺灣）駐斐濟商務代表團」更名為「駐斐濟臺北商務辦事處」，2023年政黨輪替後斐濟新政府雖一度復名，但最終仍不敵北京壓力。此外，中華人民共和国驻土耳其大使館施壓土耳其官方，發函要求臺灣民間集資成立的「土耳其台灣中心」更名，並要求不得懸掛中華民國國旗。
2025年比利時媒體《晚訊報》揭露，中華人民共和国驻比利时大使馆曾於2023年間施壓比利時外交部，要求撤除臺灣駐歐盟兼駐比利時代表處建築樓頂上懸掛的中華民國國旗；代表處因此被迫將國旗移轉至1樓室內顯眼處懸掛。

### 騷擾駐處
在此期间，中華人民共和国政府实行「戰狼外交」。2018年起。2019年《瑞典日報》批露，中華人民共和国驻瑞典大使馆施壓斯德哥尔摩的喜來登酒店，要求拒絕出借場地予駐瑞典台北代表團舉辦國慶酒會，迫使外館更改地點至瑞典歷史博物館；2020年更因此發生外交衝突：兩名中華人民共和国驻斐济大使馆的外交官企圖闖入臺灣駐斐濟代表處在首都蘇瓦太平洋酒店舉行的雙十國慶酒會，與臺灣駐處人員產生肢體衝突，導致中華民國國安局的一名參事腦震盪送醫。事後中華人民共和国大使館不但拒絕道歉，甚至聲稱中華民国方舉行「非法活動」；斐濟政府則將該起衝突定調為「外交事件」，試圖降低事態。

### 阻擾合作
蔡英文政府主政期間，北京對於臺北享有的國際空間愈發無法忍受，頻頻出手阻撓。2016年一批由高雄港運往新加坡的泰瑞克斯裝甲車中途被香港海關查扣，新加坡国防部證實是因「例行檢查」而延誤；輿論則認為中華人民共和国有意施壓新加坡終止與中華民国的「星光演習」軍事合作計劃，進一步孤立中華民国。此外，2021年初臺灣在美國的協助下曾嘗試與南美洲國家圭亚那發展經貿外交，原先宣布將以「臺灣辦公室」為名設處，卻在北京的介入之下，蓋亞那外交部隔日旋即片面廢止設處協議。

### 截斷疫苗
COVID-19疫情期間，北京當局曾在臺灣疫苗短缺之際，企圖截斷臺灣的疫苗通路並將之侷限於其掌控的範圍內。中央流行疫情指揮中心指揮官陳時中指控，臺北當局原先向德国的BioNTech生技公司原廠採購500萬劑的BNT疫苗，卻在簽約前一刻遭到政治力介入而告吹；北京當局先是透過境內代理商「上海復興」與BioNTech簽訂代理合約，取得包括臺灣在內的大中華地區代理權，迫使臺北當局只得向上海復興採購，導致蔡英文政府一度陷入通路被截斷的困境。後續經東京當局與華府當局捐贈疫苗暫時解套，柏林當局也介入斡旋，北京當局才終於讓步。

## 腳註資料

## 外部連結
- 中華民國外交部 （页面存档备份，存于）
- 正副總統出訪專輯 （页面存档备份，存于）. 中華民國總統府